# 奇斯托皮爾利亞 (若夫克瓦區)
50°4′4″N 24°3′19″E / 50.06778°N 24.05528°E
奇斯托皮爾利亞（烏克蘭語：Чистопілля），是烏克蘭西部的村莊，隸屬利維夫州的利維夫區。該村始建於1864年，面積0.09平方公里，2001年人口17，人口密度每平方公里195.4人。